# ماريا كيسيلوفا
ماريا كيسيلوفا (Mariya Kiselyova) (بالروسية: Мари́я Алекса́ндровна Киселёва) هي لاعبة أولمبية لرياضة سباحة متزامنة من روسيا. شاركت في الأولمبياد الصيفي في 2000–2004، وفازت بما مجموعه 3 ميداليات.

## الميداليات
| ذهب | فضة | برونز | المجموع |
| 3   | 0   | 0     | 3       |

## روابط خارجية
- ماريا كيسيلوفا على موقع IMDb (الإنجليزية)
- ماريا كيسيلوفا على موقع كينوبويسك (الروسية)
- ماريا كيسيلوفا على موقع الاتحاد الدولي للسباحة (الإنجليزية)
- ماريا كيسيلوفا على موقع قاعة مشاهير السباحة العالمية (الإنجليزية)
- ماريا كيسيلوفا على موقع اللجنة الأولمبية الدولية (الإنجليزية)
- ماريا كيسيلوفا على موقع أوليمبيديا (الإنجليزية)